# Цветочные войны
Цветочные войны (аст. xochiyaoyotl, от xochitl цветок и yaoyotl война) — ритуальные войны, которые велись городами-государствами Мезоамерики (в частности, ацтекскими и майяскими городами-государствами), в том числе и с собственными вассалами, ради захвата пленников, которых приносили в жертву богам в ритуалах нештлауалли. По религиозным воззрениям индейцев, человеческая кровь и человеческие сердца («душа-сердце» и «душа-кровь») нужны для того, чтобы Солнце продолжало свой путь, Луна не упала на Землю и т. п.
Подобные столкновения происходили по договорённости как между противниками в эпоху мира, так и между союзными или вассальными городами.

## Цветочные войны ацтеков
Цветочные войны проходили между городами Тройственного союза (Теночтитланом, Тлакопаном, Тескоко) против городов долины Пуэбла (Тласкала, Уэшоцинко и Чолула (Чололлан)). Ряд источников указывал, что сражения должны были повторяться раз в двадцать дней. Города сражались попарно, по очереди. Бои проходили в одном и том же месте. Противники не стремились захватить территорию, а в экстренных случаях битва прекращалась, и они могли оказать друг другу помощь.

### Версии начала цветочных войн
По легендарной версии мешиков, инициатором войн выступил брат Монтесумы I Тлакаелель. Тлакаелель возражал против желания брата принести пленных в жертву богу Уицилопочтли в недостроенном храме. А чтобы «бог не пострадал», ему был открыт рынок. «Рынком» стали города Тласкала, Уэшоцинко, Чолула, Атлиско, Текоак и Тлильюквитепек.
По легендарной версии из Тескоко, инициатором был Несауалькойотль. После того, как во время голода жрецы в очередной раз потребовали увеличить количество жертвоприношений, он решил, что это произойдёт за счёт пленников. Ради их получения были назначены регулярные поединки.

### Теории причин мотивов ведения войн
1. религиозная — обеспечить регулярный приток жертв в хорошей физической форме
2. воинская тренировка
3. ритуальный каннибализм, вызванный нехваткой протеина[3]

Мишель Гролиш считал убедительной лишь первую. Также он пишет про версию Муньоса Камарго, считавшего, что Тройственный союз вел цветочные войны, чтобы изолировать противников в долине Пуэбло (которая была плотно заселена) и покорить её после ослабления.

### Хронология цветочных войн
- 1324 война между Чалько и Тлакочкалько
- 1376 между Теночтитланом и Чалько
- 1386—1455 между Теночтитланом и Чалько[5]
- С 1454 между Теночтитланом, Тлашкалой, Чолулой, Тескоко и Уэхоцинго после засухи и голода 1450—1454[6]